# 陳洪濛
陳洪濛（1512年—1581年），字元卿，號抑菴，浙江杭州府仁和縣人，匠籍，明朝政治人物。

## 生平
嘉靖十九年（1540年）庚子科浙江鄉試第六十七名舉人，二十年（1541年）中式辛丑科會試第二百十四名，二甲第六十一名進士。授刑部廣西司主事，二十五年（1546年）升刑部雲南司員外郎，二十六年（1547年）升刑部廣東司郎中，二十八年（1549年）出為彰德府知府，三十一年（1552年）任河南鄉試同考官，三十二年（1553年）升江西按察司副使、兵备九江，三十四年（1555年）丁母憂歸。服闋，復為湖廣按察司副使、兵備蘄黃，三十九年（1560年）升山西布政使司右參政、分巡冀南，升湖廣按察使，四十一年（1562年）升四川左布政使，四十四年（1565年）六月任都察院右副都御史、巡撫貴州，兼督理湖北川東等處地方提督軍務，平定施州土寇黃中，四十五年（1566年）十月因病致仕，萬曆九年（1581年）卒。

## 家族
曾祖陳俊；祖父陳琓；父陳景祥，母黃氏。慈侍下。兄陳洪範。